# Nutids-ægteskab
Nutids-ægteskab (originaltitel The Fast Set) er en amerikansk stumfilm fra 1924 af William C. deMille.

## Medvirkende
- Betty Compson som Margaret Sones
- Adolphe Menjou som Ernest Steele
- Elliott Dexter som Richard Sones
- ZaSu Pitts som Mona
- Dawn O'Day som Margaret Sones
- Grace Carlyle som Jane Walton
- Claire Adams som Fay Collen
- Rosalind Byrne som Connie Gallies
- Edgar Norton som Archie Wells
- Louis Natheaux som Billy Sommers
- Eugenio de Liguoro som Walters
- Fred Walton som Simpson